# الثنائية اللغوية
الثنائية اللغوية هي مقدرة الفرد على التنقل بالتناوب بين لغتين اثنتين ويكون هذا التنقل وفقًا لاحتياجاته. وإذا ما سحبنا هذا المفهوم وطبقناه على المناطق، فإن الثنائية اللغوية تعرَّف بأنها الوجود المشترك للغتين رسميتين في نفس الدولة. وتعد الثنائية اللغوية أبسط أشكال التعددية اللغوية وهي العكس في المعنى للأحادية اللغوية.

## الثنائية اللغوية على مستوى الفرد
إن الشخص ثنائي اللغة، بالمعنى الأشمل، هو الشخص القادر على التواصل بلغتين على الأقل. سواء كان ذلك التواصل بشكل نشط (تحدثًا وكتابة) أو بشكل خامل (استماعًا وقراءةً). فليس بالضرورة أن يبرع الفرد في كلتا اللغتين ليعدَّ ثنائي اللغة.
وينطبق المصطلح الشائع على القادرين من الناس على التواصل بكل لغة من اللغتين ولو تفاوت مستوى هذا التواصل وشابته بعض الأخطاء البسيطة.
يكون الناطق بلغتين قد اكتسب وحافظ على الأقل على لغة واحدة أثناء طفولته وهي اللغة الأولى (ل 1). وتُكتَسَب اللغة الأولى (أحيانًا يشار لها أيضا باللغة الأم) دون تعليم تقليدي. يمكن للأطفال اكتساب أثر من لغة أم والاحتفاظ بها.
يذهب بعض اللغويين إلى أقصى تعريف للمصطلح وهو أن ثنائي اللغة «الحقيقي» هو القادر على إجادة التعبير عن نفسه إجادة تامة في كلتا اللغتين على حد سواء. بينما يميل آخرون إلى أدنى تعريف للمصطلح وهو يرتكز على الاستخدام الصحيح للجمل في اللغتين بغرض التواصل اليومي. ويذهب آخرون مذهب آخر باعتبارهم ثنائي اللغة هو من كان قادر على التفكير بكلتا اللغتين بشكل طبيعي.

### اللغة الأم (ل 1)
تشير كلٌ مِن اللغة الأم أو اللغة الأصل أو اللغة الأولى إلى الاكتساب اللغوي الأول للطفل. هي لغة التواصل المستخدمة مع الطفل قبل تعلمه الكلام. فهو يستوعب اللغة المسموعة بشكل طبيعي وذلك من خلال تفاعله مع محيطه. كما أن التمكُّن التام من اللغة الأم يُعد أساسًا مهمًا لتعلم لغة ثانية. ويُعتبر أي تعلم لغوي بعد سن الثانية عشر، لغةً ثانية.

### اللغة الثانية (ل 2)
يعتمد اكتساب اللغة الثانية على عوامل غير لغوية شديدة التداخل:
| إقليمية  | عدد من اللغات متداولة على نفس الأرض.                                                   |
| مؤسساتية | لغة رسمية معترف بها وهي اللغة الإدارية للدولة والتي يتم تعليمها في مؤسساتها التعليمية. |
| تعليمية  | لغة ثانية تُكتسب من خلال الغمر الاجتماعي أو المدرسي.                                    |

#### اكتساب اللغة
ثمة وجهة نظر ذاع صيتها على نطاق واسع ولكنها واجهت الكثير من الانتقادات كذلك. وهي لعالم اللسانيات الأمريكي نعوم تشومسكيNoam Chomsky الذي تحدَّث عن «النموذج الفطري للغة» وهي آلية تسمح للفرد بإعادة خلق قواعد النحو بصورة سليمة من المتحدثين المحيطين به. تصبح هذه الآلية على حد قول تشومسكي أقل فاعلية ما إن يكبر الطفل حيث لا تعود متاحة بصورة طبيعية في سن البلوغ. مما يفسر الصعوبة التي يواجهها أحيانا المراهقون والبالغون في بعض جوانب تعلم اللغة الثانية (ل 2).
لدى المتحدثين متعددي اللغات أكثر من لغة في حوزتهم، أولًا تأتي اللغة الأولى (ل 1) وثم تليها لغة أو أكثر كلغةٍ ثانية (ل 2). إذا كانت المعرفة باللغات عملية إدراكية أكثر من كونها نموذج للغة كما تقترح الدراسة التي أجراها ستيفن كراشن (Stephen Krashen)، بأن الفرق بين اكتساب (ل 1) و (ل 2) قد يعتبر مجرد فرق نسبي.
ووظهرت مدرسة ثالثة في السنوات الأخيرة تعتقد بأن الآلية تسمح باكتساب اللغة قد تتخذ مكان بين وحدة اللغة والعمليات الإدراكية.
واحدة من العمليات المُفضية إلى هذه الازدواجية للغات الأولى أو اللغات الأم تتمثل في البدء بتعليم الطفل لغة بلد لا يقيم فيها. وما إن يكتسب هذه اللغة الأولى، حتى يُتحَدَّث إليه باللغتين معًا بهدف تركه يتشرَّب لغة بلاده. وليس من النادر بعد بعض الوقت أن يكون هؤلاء الأطفال في حاجة إلى مراجعة أخصائي تخاطب للغة بلادهم.

### المتغيرات على مستوى الفرد
تتعد أنواع الثنائية اللغوية للفرد وفقًا لعوال متعددة. وعلى هذا يوجد الكثير من الطرق لوصف الثنائية اللغوية حسب هذه المتغيرات والتي يجب أخذها بعين الاعتبار عند إجراء دراسات في سيكولوجية اللغة.

#### الدافعية
إن مصدر الدافعية وراء تعلم اللغة الثانية تعد متغيرًا مؤثرًا في اكتساب تلك اللغة ومن ثم في نوع الثنائية التي يتصف بها المتعلم. الدوافع الذاتية يمكن أن تكون على صعيد العمل ومراكز تعلم اللغة والرغبة. أو بوصف أدق فإن نوع الدافع لدى المتعلم يؤثر في درجة اكتسابه للغة (القدرة على تشرُّب ثقافة اللغة الهدف) والأمر نفسه ينطبق على إتقان اللغة. يكمن للدافعية أن تكون دافعية انتمائية حيث يرغب المتعلم بالاندماج اجتماعيًا في الثقافة الهدف. أو تكون دافعية تشبهية. حيث لا يريد المتعلم أن يكون مختلف عن الناطق الأصلي باللغة. ويمكن أن تكون دافعية نفعية؛ حيث يأمل المتعلم في تحقيق هدف بعينه مثل، الحصول على ترقية مهنية.

#### عمر اكتساب اللغة
يؤثر العمر المكتسبة به اللغة على مهارة الفرد ثنائي اللغة. كل تعلم بعد سن الثانية عشر يعتبر لغة ثانية.
| ثنائية لغوية مبكرة ومتزامنة | تعلم وتطور للغتين منذ الولادة وهذا يُنتج ثنائية لغوية قوية.                                                                      |
| ثنائية لغوية مبكرة ومتتابعة | التعلم الجزئي للغة واحدة متبوعًا بلغة ثانية اثناء الطفولة المبكرة مع نمو لغوي وبشكل جزئي ثنائي.                                  |
| ثنائية لغوية متأخرة         | حيث تُكتسب اللغة الثانية بعد سن السادسة، وتختلف عن الثنائية اللغوية المبكرة في أن تطورها يعتمد على أساس المعارف من اللغة الأولى. |
| ثنائية لغوية جَمعِيَّة          | تعلم اللغتين بشكل متعادل على كِلا المستويين التواصل والاستيعاب، اللغتان تجتمع اللغتان في وجود مشترك.                             |
| ثنائية لغوية طَرحية          | تعلم اللغة الثانية يكون على حساب اللغة الأولى، يحصل نزول في مهارة (ل 1)                                                         |

اثناء نمو الطفل اكتساب اللغة يمتد عامةً من 0 إلى 3 سنوات.
- إصدار الأصوات من خلال البأبأة-تعلم التواصل-تكوين الجمل.

#### درجة إتقان اللغة
إن درجة إتقان اللغتين تؤثر على نوع الثنائية اللغوية
| اللغة                                       | درجة الإتقان                                                                                    |
| ------------------------------------------- | ----------------------------------------------------------------------------------------------- |
| ثنائية لغوية "حقيقية" (ثنائية لغوية مثالية) | يستطيع المتحدث أن يعبر عن نفسه في كل المواضيع في كلتا اللغتين بالتساوي (التمكن من كل المستويات) |
| النصف لغوية                                 | عدم إتقان أي من اللغتين كالمتحدث الأصلي.                                                        |
| ثنائية لغوية متساوية                        | اتقان كلتا اللغتين بصورة متساوية لكن غير مشابهة للمتحدث الأصلي.                                 |
| ازدواجية لغوية                              | كل لغة من اللغتين تُستخدم في سياق معين.                                                          |
| الثنائية اللغوية السلبية                    | فهم اللغة الثانية دون التحدث بها.                                                               |

ثمة علاقة عكسية بين المنطقة التي تحتلها كل لغة في الدماغ وبين مقدار تلقائيتها. وبمعنى آخر كلما أُتقِنت اللغة أكثر كلما احتلت مساحة أصغر من المنطقة القشرية للغة، وذلك نظرًا لأن التلقائية تطورت.
وفي كل نوع من الثنائية اللغوية، يمكن للمتحدث أن يستعمل مستويات مختلفة في كلٍ من لغاته، وهذا يعني بأنه يمكن أن يكون ثنائيَ لغةٍ تمامًا ولكنه يستعمل مستوى عاميًّ في لغة ويستخدم مستوى رسمي في لغة أخرى كونه أكمل دراسته بتلك اللغة على سبيل المثال.

#### سياق اكتساب اللغة
حينما تُكتسب اللغتين بصورة متزامنة (الثنائية اللغوية المتزامنة) ويُتحدث بكل لغة حصرًا مع متحدث ومجموعة مختلفة، فإن الفصل الوظيفي بين اللغتين والتحكم الإدراكي المتعمد للعمليات قد يكون يسير. ويمكن كذلك اكتساب لغة ثانية خارج المنزل (اكتساب غير رسمي) أو من خلال التعليم بطريقة نظامية (في الفصول).

#### سياق استخدام اللغة
المستويات اللغوية-الاجتماعية (عامية، رسمية الخ) لاستخدام كل لغة يجب كذلك أن تؤخذ في الحسبان عند إجراء دراسات لغوية نفسية في مجال الثنائية اللغوية.

### تكوُّن النظام اللغوي لدى ثنائي اللغة
بالنظر إلى العوامل الآنف ذكرها، فإن النظام اللغوي يمكن أن يتكوَّن بطرق مختلفة.
| ثنائية لغوية متسقة (عامة، هو النظام لثنائي اللغة "الحقيقي") | كل لغة بعينها تنفرد بمجموعتها من الرموز. ووحدات التعبير (الدلالات) في كل لغة متسقة مع وحدات المعنى (المدلولات) في نفس اللغة.                    |
| ثنائية لغوية مركبة                                          | اللغتين الاثنتين تتشاركان مجموعة الرموز ولكن تنفرد كلٌ منهما بوحدات تعبير خاصة بها. النظام مختلط عندما تتبادل اللغتين التأثير فيما بينهما.       |
| ثنائية لغوية تبعية                                          | تتشارك اللغتين نفس مجموعة الرموز (تلك التابعة لـ"ل 1") اللغة الأم لديها وحدات تعبير ملائمة، ولكن (ل 2) لديها وحدات تعبير مترجمةً ترجمةً من (ل 1). |

إن ثنائي اللغة لا يكون بالضرورة متسق أو مختلط أو تبعيًا صِرفًا. في الواقع قد يكون ثنائي اللغة متسق في بعض أجزاء النظام اللغوي، على مستوى النحو والدلالة مثلًا وتبعي على مستوى الصوتيات. لديه لكنة قوية في لغته الثانية ولديه في نفس الوقت نحو خالي من الأخطاء ومفردات ثرية. هكذا ثنائي اللغة المتسق المثالي يجب أن يكون لديه نظامين لغويين منفصلين كليًا ويجب عليه ألا يخلط أبدًا بين اللغتين على أي مستوى. ويجب أن نذكر أيضا أن النظام اللغوي وحالة الثنائية اللغوية يمكن أن تتغير تبعًا لتجاربه.

### الأبحاث في علم النفس
في عام 1950 بدأ علم النفس وتحديدًا علم النفس اللغوي اهتمامه بالثنائية اللغوية من خلال الملاحظات السريرية على مرضى ثنائيي اللغة يعانون من حبسة كلامية. الحبسة الكلامية تشير إلى فِقد جانب من اللغة إثر إصابة في الدماغ (رض في الجمجمة أو سكتة دماغية...) ركزت هذه الملاحظات تحديدًا على استعادة اللغة، وطرحت أسئلة حول التمثيلات اللغوية للغتين لدى ثنائي اللغة. لوحظت أنواع مختلفة من استعادة اللغة: استعادة انتقائية (واحدة من اللغتين كانت موجودة)، استعادة جزئية (استعادة جزئية من كل واحدة من اللغتين).... وهكذا وُلِد الاهتمام بالتمثيلات العصبية للغة الأولى والثانية لدى ثنائي اللغة، واليوم يدرسها علم الأعصاب وعلوم الإدراك. وبشكل موازً، تم حل مسألة تكوُّن حصيلة المفردات لدى ثنائي اللغة منذ 1980 في علم النفس اللغوي.
تنقسم الأبحاث التجريبية على آثار الثنائية اللغوية إلى فترتين ما قبل 1960 حيث الدراسات في غالبها قياسية نفسية (سايكومترية) أكدت ووجود نتائج سلبية للثنائية اللغوية، وما بعد 1960، حيث أصبحت آثار الثنائية اللغوية الإيجابية أكثر من مساوئها.
خلصت الدراسات الأولى إلى أن الطفل ثنائي اللغة لديه «إعاقة لغوية». وأن وظائفه الإدراكية متأثرة ب«تشوش ذهني». وخلصت دراسة ماكنامارا (Macnamara) (1966) إلى «تأثير التوازن»، ومعناه أن المهارة اللغوية الكلية (التي لا يمكن لها أن تتخطى مهارة أحادي اللغة) لابد بالضرورة أنها تنقسم بين (ل1) و (ل2)، بحيث لو حدث تطوُّر في ل2 فإنه يحدث في نفس الوقت تراجع في ل1.
تعددت الانتقادات المنهجية لتلك الدراسة النفسية القياسية (السايكومترية) الأولى:
- عدم تساوي المستويات الاجتماعية-الاقتصادية والمهارات لموضوع الدراسة من أشخاص ثنائيي اللغة وأحاديي اللغة؛
- كان يتم اختيار ثنائيي اللغة لأنهم إما كانوا يعيشون في عائلات مهاجرة أو يحملون أسم عائلة أجنبي أو يتحدثون لغة أجنبية في المنزل؛
- لم يكن مفهوم الثنائية اللغوية قد عُرِّف بشكل جيد والاختبارات كانت تجرى على اللغة الأقل إتقانًا لدى الشخص موضوع الدراسة.

هذه المشاكل المنهجية هي غالبًا السبب وراء النتائج السلبية للثنائية اللغوية التي تم التوصل اليها في الدراسات الأولى على الموضوع.
وضع بيال ولامبيرت (Peal, Lambert) (1962) اللبنات الأولى لمقاربة جديدة في دراسات الثنائية اللغوية. ولفتا الانتباه تحديدًا من خلال دراسة إلى منهجية من تصميمهما، يبرهنان فيها على أن ثنائي اللغة لديه نتائج أعلى مقارنة بأحادي اللغة فيما يتعلق بمعايير الذكاء، نتائج تعزو لثنائي اللغة القدرة على التعامل مع نظامين رمزيين.
مشروع (BiBi) (تأثير الثنائية اللغوية وثنائية اللهجات أو الديالكتيكية على التطور الإدراكي واللغوي) تحت إشراف المختص باللسانيات (Mikhail Kissine) وهو تعاون بين الباحثين اللغويين من جامعة بروكسيل الحرة وجامعة كامبردج. مجتمعين حققوا فهمًا أفضل للأثر الذي ينتج عن التحدث بلغتين أو بلهجتين على التطور الإدراكي واللغوي لدى الأطفال.

#### التمثيلات العصبية
بشكل عام، أظهرت الدراسات المتعلقة بالتمثيلات العصبية لدى ثنائي اللغة البالغ أن مناطق متشابهة تنشط اثناء معالجة اللغة الأولى (ل 1) كما هي في اللغة الثانية (ل 2). العوامل التي تم أخذها بعين الاعتبار هي كالتالي:
- عمر اكتساب اللغة الثانية.
- المهارات المكتسبة في اللغة الثانية.
- درجة التعرض للغة الثانية.

وهكذا يتضح متغير «عمر الاكتساب» تحديدًا في دراسة المناطق الدماغية المرتبطة بمعالجة القواعد النحوية في كلتا اللغتين. كلما كان تعلم اللغة مبكرًا (حالة من الثنائية اللغوية تسمى «الثنائية اللغوية المبكرة») كلما زاد احتمال أن تتشارك المناطق الدماغية نفسها للغة الأولى كما للغة الثانية. أما حينما يكون تعلم اللغة الثانية متأخر أكثر، فإن المناطق ذاتها تبدو نشطة ولكن سيكون ثمة نشاط إضافي لمناطق مجاورة. ولاحِظ أن الدراسات التي تقارن بين التعلم المبكر والمتأخر أبقت المتغيرات الأخرى ثابتة. متغير «المهارات» على الأرجح أنه سيؤثر غالبًا على المعالجة المفرداتية الدلالية للغة الثانية. وبالمثل، كلما كانت المهارات في اللغة الثانية مرتفعة كلما كانت الشبكة الدماغية مشتركة أكثر بين (ل1) و (ل2). أخيرًا في عمر اكتساب ومهارات متماثلة بين مجموعتين من ثنائيي اللغة، ظهر أن المجموعة الأكثر تعرُّض للغة الثانية كانت كذلك الشبكة التي بين (ل1) و (ل2) لديها أكثر تشارك.

#### المعجم الذهني ثنائي اللغة
المسألة الكبرى في اللسانيات النفسية هي التي تتعلق بالانتقائية في مقابل اللااتقائية في لغة الوصول إلى المفردات. فرضية الانتقائية في اللغة اثناء الوصول إلى المفردات تقترح بأنه اثناء قراءة كلمة فإن لغة هذه الكلمة وحدها ستكون نشطة. وأنه ثمة آلية تسمح بإخماد اللغة غير المستهدفة حتى قبل الوصول إلى المفردات. أما فرضية اللاانتقائية للغة اثناء الوصول للمفردات فتقترح على العكس أنه أثناء قراءة كلمة وفي الخطوات الأولية للوصول إلى المفردات سيكون ثمة تنشيط مشترك لكلمات من اللغة غير الهدف. وهذه الفرضية الأخيرة هي الأكثر تفضيلًا حاليا في أدبيات اللسانيات النفسية. ويمكن توضيحها كالتالي: أثناء الخطوات الأولى من معرفة الكلمة الإنجليزية (fire) وتعني (نار وfeu بالفرنسية)، فإن ثنائي اللغة الفرنسي-إنجليزي ستنشط لديه تلقائيًا ودون وعي، الكلمات الفرنسية القريبة منها كتابيًا مثل: (dire) و (rire) و (file).
هذه الرؤية تم تطبيقها في نموذج التنشيط التفاعلي الثنائي اللغة (Bilingual Interactive Activation, BIA, van Heuven, Dijkstra & Grainger, 1998) من النسخة أحادية اللغة التنشيط التفاعلي (Interactive Activation) (McClelland & Rumelhart, 2001).
يطرح الباحث جو (Guo) وآخرون (2011) الفرضية الآتية: ثمة نوعان من الإخماد الذي يحصل أثناء الإنتاج اللغوي. الإخماد المحلي الذي يستخدم في سياق يحتاج فيه ثنائي اللغة إلى الاحتفاظ بكلتا لغتيه نشطتين لأنه لا يعلم أيهما سيحتاج للإنتاج اللغوي فإن الإخماد يحصل كلمة بكلمة (مفهومًا بمفهوم) وهذا النوع من الإخماد في المعتاد هو ما يتم اختباره في التجارب. الإخماد العالمي يرجح استخدامه في السياق الطبيعي أكثر. الأمر يتعلق بإخماد ضروري حين يريد ثنائي اللغة التحدث بلغةٍ مستهدفة لفترة ممتدة من الزمن. وهذه أعمُّ وتتطلب قَدرًا أقل بكثير من الانتباه المتواصل من الجهد ومن البنيات الدماغية.
الدراسة التي أجراها جو (Guo) وآخرون في 2011، سمحت بالتفريق بين الشبكات العصبية المتضمنة في كلا النوعين من الإخماد بفضل مهمة إنتاج لغوي ثنائي اللغة. لإثبات الإخماد المحلي تم استخدام تأثير التعاقب بين اللغات المحلية، في مهمة ترشيح مختلط، ومعناها أن المشاركين ثنائيي اللغة كان عليهم تسمية صور سواء في لغة أو أخرى باستخدام إشارةٍ توضح لهم أي لغة تستخدم. أما الإخماد العالمي وهو تأثير تناوب اللغات العالمية والذي تمت دراسته بمساعدة مهمة ترشيح منحصرة والذي يتطلب من المشاركين تسمية مجموعة كاملة من الصور في لغة ثم البداية من جديد مع نفس الصور باللغة الأخرى. نتائج مهمة التسمية المختلطة أظهرت أن الحاجة للإخماد أقوى عندما تكون اللغة المهيمنة (ل1) مُخمَدة لإنتاج اللغة الثانية (ل2). أما بالنسبة للإخماد العالمي، وُجِد فرق أثناء مهمة التسمية المنحصرة بالاستفادة من ترتيب استخدام اللغات. المجموعة التي كان عليها تسمية الصور بلغتها الأولى ثم بلغتها الثانية أظهرت نموذج من التنشيط في الدماغ مختلف عن المجموعة التي ابتدأت بلغتها الثانية. عندما يتحدث ثنائيو اللغة بلغتهم الثانية عن مجموعة صور مختلفة، فإن الإخماد للغة الأولى يظل قائمًا أثناء تسمية مجموعة الصور الثانية. وعلى هذا فإن الوصول لنفس المستوى من التفعيل في اللغة الأولى يتطلب تحكمًا إدراكيا أكبر.
مهارات ثنائي اللغة في لغته الثانية ستحدد بشكل كبير قوة الإخماد التي ستكون ضرورية في انتقاء اللغة. ضرورة «التحكم» بإنتاج اللغة الثانية هي مهمة على وجه الخصوص في حالة الشخص الذي يملك مهارة ضعيفة. فالشخص الذي لديه إتقان ضعيف للغته الثانية تتداخل غالبا لغته الأولى أثناء إنتاج اللغة الثانية. بالإضافة إلى ذلك، فإن ثنائيي اللغة من هذا النوع يواجهون صعوبة في تسمية الصور تسمية جيدة وتحديد كلمة. إذن نخلص إلى أن الروابط العصبية بين الشكل التصوري والشكل المفرداتي وشكل الكلمات هي اضعف. ولهذا فإن استرجاع المفردات يأخذ وقتًا أطول. ومع الوقت إذا ارتفعت مهارة ثنائي اللغة في لغته الثانية فستقل شيئًا فشيئًا حاجته لتلك العملية من التحكم أثناء الاستخدام العادي للغة، وهذا معناه عند استخدام لغة واحدة من اللغتين. ولا يدخل في هذا التعريف السياقات اللغوية التي يكون فيها استخدام حديث للغة الأولى أو في مواقف تتطلب تعاقب بين اللغتين. هذا التزاحم في العملية التي تولِّد العناصر المفرداتية ستُحَلُّ بطريقة تلقائية أكثر فأكثر أو يمكن أن تصبح ضمن نظام معجمي دلالي.
ولأن التحكم الإدراكي عملية غاية في التعقيد، هنا البنى الأساسية المتضمنة في الإخماد. أولا، هناك قشرة الفص الجبهي والتي بفضل نظامها المهم في الاتصال مع مختلف الهياكل المتضمنة، سهلت التواصل بين تلك الهياكل. ونرى أهميتها أيضا في دورها في الانتباه وتثبيط الاستجابات والذاكرة التنفيذية. ثانيًا، القشرة الحزامية الأمامية لها دور مهم في الإخماد لأنها متضمنة على الاستشعار ومؤشرات التضارب. مثال على تضارب في هذه الحالة يمكن أن يكون تفعيل كلمتين لأجل مفهوم واحد. ثم هناك النواة الذنبية اليسرى التي ترصد وتتحكم باللغة أثناء استخدامها. أخيرًا، ترابط القشرة الأمامية والقشرة الجانبية ترابطٌ متضَمَنٌ في انتقاء الاستجابات التي تتزاحم. وبتفصيل أكثر، القشرة الأمامية مسؤولة عن الانتقاء والإخماد للتمثيلات والقشرة الجانبية بدورها مسؤولة عن الإبقاء على التمثيلات.

#### الإيجابيات والسلبيات
كما ذُكِرسابقًا في قسم تاريخ الثنائية اللغوية، فإن مسألة إيجابيات الثنائية اللغوية في مقابل سلبياتها غالبًا ما تم طرقه في مجال البحث. واليوم يبدو كالتالي:
- الثنائية اللغوية تحمل بعض السلبيات على مستوى المفردات والطلاقة في كلٍ من اللغتين، يُحتمل أن يكون ثمة أثر، بشيء من البطء في اكتساب المفردات وانخفاض في الطلاقة.

- الثنائية اللغوية تحمل العديد من الإيجابيات فيما يتعلق بالوظائف التنفيذية، مثل: مهارة تعددية المهام والمرونة العقلية والقدرة على الإخماد. (راجع دراسات بياليستوك).

حسب فيجوتسكي (Vygotsky) (1962)، فإن الطفل الذي يستطيع التعبير عن الشيء نفسه في لغتين مختلفتين سوف يطور وعيًا ما وراء لغوي أكثر من أحادي اللغة لأنه سيكون واعيٍ بأن لغاته هي أنظمة معينة من ضمن لغات أخرى وواعي بوجود فئات أعم تجمع اللغات. اعتبر فيجوتسكي أن هذا الوعي المبكر يعمم على المهارات الإدراكية الأخرى.
يقترح سيجالويتز (Segalowitz) (1977) أن ثنائي اللغة سيكون لديه سهولة أكثر في الحساب الذهني لأنه سيكون قادر على التلاعب بالرموز بالتعاقب بسهولة بين نظامين من القواعد. لاحقًا، اقترح لامبير (Lambert) (1987) أن الأطفال ثنائيي اللغة ينظرون بطريقة ما إلى اللغة من ثلاثة أبعاد، وهذا ما يمنحهم مرونة إدراكية أكبر، بالإضافة إلى تطور إدراكهم ما وراء اللغوي.
هنا بعض الإيجابيات التي توصل إليها هامرز وبلانك (Hamers & Blanc) (2000)، يمتلكها ثنائي اللغة وليست لدى أحادي اللغة:
- قدرة فائقة في إعادة بناء المواقف المتصورة؛
- نتائج متفوقة في اختبارات الذكاء اللفظي وغير اللفظي، والأصالة اللفظية والاختلاف اللفظي؛
- زيادة الحساسية للعلاقات الدلالية بين الكلمات؛
- درجات أفضل في مهام «اكتشاف القواعد».

هناك بعض النتائج السلبية للثنائية اللغوية وُجدت في دراسات ولم تكن تحتوي مشاكل منهجية. لنذكر تحديدًا ولكن دون تفصيل فيها، دراسات تسوشيما وهوجان (Tsushima & Hogan) (1975) على المقدرة اللغوية، ودراسات بِنْ زيف (Ben-Zeev)(1977)، ودراسات ليمون وجوجن (Lemmon & Goggin) (1989)، ودراسات سكوتناب كانقاس وتوكوما (Skutnabb-Kangas & Toukomaa) (1976)، وبفاف (Pfaff) (1981).
وضَّح كومانس، (Cummins) (1979)، التأثيرات الإيجابية والسلبية من خلال الفرضيتين التالية: «الاعتمادية المتبادلة الإنمائية» و«الحد الأدنى من المهارات اللغوية».
تفترض الفرضية الأولى أن المهارة في اللغة الثانية معتمدة على المهارة في اللغة الأولى، على الأقل في بداية تعلم اللغة الثانية. تنص الفرضية الثانية على أن حدًّا أدنى من المهارة في اللغة الأولى يجب تحقيقه لتجنب قصور إدراكي متعلق بتعلم لغة ثانية أثناء الطفولة وأن حدًّا أدنى من المهارة في اللغة الثانية يجب أن يتم تحقيقه للحصول على آثار إيجابية على المستوى الإدراكي.
في عام 1999، المختصة في اللغويات النفسية ايلين بياليستوك (Ellen Bialystok) من جامعة يورك في تورونتو، أجرت دراسة على الأطفال أحاديي وثنائيي اللغة، من عمر 4 إلى 5 سنوات. تغطي الدراسة تصنيف الأشكال وربط الألوان في سياق لَعِب يجب على الأطفال إنجازها. ومع تعليماتها المحددة، نجح بعض الأطفال أكثر من آخرين. في الواقع، الأطفال ثنائيي اللغة في عمر 4 حققوا أداء مساوٍ لأداء الأطفال أحاديي اللغة ولكنهم بعمر 5 سنوات. خلُصَ بحث ايلين بياليستوك إلى أن الأطفال ثنائيي اللغة لديهم قدرة أعلى على التأقلم مع تعقيد القواعد. والمرونة الإدراكية والتحكم التنفيذي للدماغ لدى الأطفال ثنائيي اللغة تمت تقويتها بفضل التعلم المتوازي للغتين في سنٍ مبكرة. عندما ينتقلون من لغة إلى أخرى، يستعين الأطفال الصغار ثنائيي اللغة بعمليات إدراكية مثل الانتباه الانتقائي والذاكرة العملية وإخماد المعطيات. كل هذه المكونات مطلوبة أثناء إتمام مهمة ولهذا السبب اختلف أداء الأطفال ثنائيي اللغة عن أداء الأطفال أحاديي اللغة.
إن اكتساب لغة ثناية في عمر مبكرة من خلال تعلم اللغة بطريقة الغمر بغية منح الأطفال تطورًا إدراكيًا أفضل لهُوَ مجال بحثي مزدهر يثير اهتمامنا سواءً كنَّا باحثين أو أهالي.

### الثنائية اللغوية ونمو الطفل

#### الرضيع
ثَبُتَ أن باستطاعة الرضيع تمييز اللغات والأصوات التي تحيط به وأنه يعلم حينما يتم التحدث إليه بلغة أخرى، تحديدًا بين 6 إلى 18 شهرًا. وهو في هذا العمر من حياته قادر على اكتساب أي لغة. واتضح أيضا أن الرضيع يمكنه تمييز اللغات استنادًا على تعابير وحركات الوجه الصامتة. من المعلوم أن حركات الوجه تصاحب اللغة المنطوقة وأن هذه الإشارات البصرية تُستخدم تحديدًا عندما يصعب الإدراك السمعي (في حالة الضوضاء مثلا). يبدو كما لو أن هذه الإشارات البصرية البسيطة تسمح بالتمييز بين اللغة الأم واللغة الأجنبية أو بالنسبة لحالة الرضع في البيئة ثنائية اللغة، التمييز بين اللغة الأولى والثانية.
وفي هذا الإطار، فإن دراسة ويكوم Weikum وآخرون (2007) تعتبر مثال مناسب: أجرى العلماء تجربة على الرضع الذين يعيشون في بيئات أحادية أو ثنائية اللغة بين عمر 4 و6 و8 أشهر، حيث عرضوا عليهم وجه لمتحدث يتحدث بلغة ما (اللغة الأم على سبيل المثال). تحدث هؤلاء الأشخاص جملًا كاملة شفهيًا، ولكن تم تقديم حركات الوجه فقط للرضع. تم قطع الصوت حينها. تم تقديم هذه الوجوه الأولى في المرحلة الأولى المعروفة باسم التعود. وهكذا، بمجرد أن اعتاد الرضع على هذا المثير الأول، تقلصت أوقات النظر. خلال مرحلة الاختبار، تم تقديم نوعين من المحفزات: متحدث آخر ينطق بجملة جديدة، بنفس اللغة المستخدمة في مرحلة التعود (حالة التحكم) أو متحدث ينطق بجملة جديدة في لغة ثانية (حالة تجريبية؛ لغة أجنبية للأطفال أحاديي اللغة، ولغة غير اللغة المهيمنة لدى الأطفال ثنائيي اللغة). والنتائج التي أظهرتها الدراسة كالتالي:
- لدى الرضع في حالة أحادية اللغة: الرضع من 4 إلى 6 أشهر كانوا قادرين على التمييز بين اللغتين. في الواقع فترة النظر ارتفعت في الحالة التجريبية والتي تشير إلى ردة فعل على الشيء الجديد. ولم تكن هذه هي ردة فعلهم في حالة التحكم.
- لدى الرضع في حالة أحادية اللغة: من عمر 8 أشهر، لم يعد الرضع قادرين على التمييز بين اللغتين.
- لدى الرضع في حالة ثنائية اللغة: كان الرضع قادرين على التمييز بين اللغتين حتى عمر 8 أشهر على الأقل.

وعلى هذا، تظهر الدراسة أن:
1. الرضع قادرون على التمييز بين اللغات استنادًا على أساس بسيط من إشارات الوجه البصرية؛
2. هذه المهارات تقل بشكل أسرع لدى الرضع من بيئات أحادية اللغة بالكامل بالمقارنة مع الأطفال الذين يعيشون في بيئة ثنائية اللغة.

#### السن الحرجة والمراهقة
هذه المؤهلات تبدأ بالتراجع من عمر 3 إلى 5 سنوات عندما لا يتعرض الطفل إلا إلى لغة واحدة. وإذا كان يستمع من قبل إلى عدة لغات، فإنه لا يفقد مهارات تمييز الأصوات عن بعضها وإدماجها وإنتاجها.
في سن 7 إلى 12 سنة، يصبح هذا الفقد نهائيًا لتلك المؤهلات وبالإضافة إلى أنه بهذا السن يبدأ لديه الخوف من ارتكاب الخطأ، خوف إزاء تعلم اللغة.

#### مقارنة الطفل بالبالغ
فيما يتعلق بقواعد النحو، لم يتم إثبات اختلاف بين تعلم البالغ وتعلم الطفل. في الواقع، البالغ سيكون عجولًا أكثر ليقدر على التعبير عن نفسه بينما الطفل سيتعين عليه اكتشاف الكلام وسيتعلم عن طريق المحاكاة ولن يكون لديه خوف من الوقوع في الخطأ. والبالغ ميَّال أكثر إلى التفكير.

#### مرحلة الثنائية اللغوية لدى الطفل
الطفل ثنائي اللغة كالطفل أحادي اللغة يتعلم من خلال التجربة والخطأ، فهو شائع جدا أن يمر بمرحلة خلط (يرُد باللغة (ب) على جملة باللغة (أ)، أو يُدخِل كلمات من اللغة (أ) في جملة من اللغة (ب)، استسهالًا: كلمة أقصر أو كلمة لم يعرفها بعد في اللغة (أ) أو العكس).
لكن وخصوصا، إذا كان كل فردٍ حوله لا يتحدث إليه إلا بلغة واحدة، فالطفل سينتهي به المطاف بالتفريق من نفسه وبسرعة جدًا.

## الثنائية اللغوية على مستوى المجتمع
أنظر: (قائمة الدول والمناطق متعددة اللغات)، ومعناه الدول والمناطق التي لديها أكثر من لغة رسمية على كامل أراضيها أو أكثر من لغة ليست رسمية إلا في جزء من أراضيها.
تعد الثنائية اللغوية موضوع لسياسة لغات رسمية مستمرة في كندا وخصوصا في إقليم كبيك: أنظر الثنائية اللغوية في كندا.
مصطلح الثنائية اللغوية تعرض للنقد بمفهومه المجتمعي، لأنه أُعتُبِرَ تبسيطًا ومصدر إبهام حسب مختصي اللسانيات الاجتماعية. والبعض مثل شارل فيرجوسون (Charles A. Ferguson) ورافاييل نينيوليس (Rafael Ninyoles) من هذا المنطلق طورا مفهوم الازدواجية اللغوية ليترجم بشكل أدق الحقائق الاجتماعية والمعقدة والديناميكية التي تتصف بها المجتمعات التي تستخدم أكثر من لغة في سياقات متباينة. هذان الكاتبان اقتصرا تطبيق مصطلح الثنائية اللغوية على الإشارة إلى قدرة الفرد على استخدام لغتين بينما الظاهرة الاجتماعية والمجتمعية للوجود المشترك لألسن فهو يوصف ويدرس في إطار الازدواجية اللغوية.

### تاريخ الثنائية اللغوية

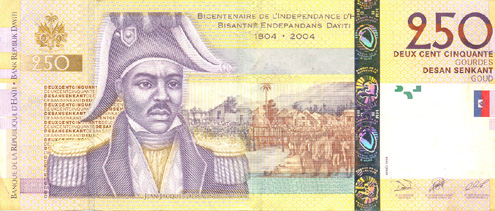
ورقة نقدية من هايتي بلغتين
(الفرنسية / الكريولية الهايتية) من 2004.

لوقت طويل تم التقليل من شأن الثنائية اللغوية لصالح الأحادية اللغوية الذي كان مسيطرا (في فرنسا والولايات المتحدة على سبيل المثال). عدد لا بأس به من الأفكار كانت تسلك مسلك الاعتقاد بأن الطفل يملك عدد أقل من المهارات في كل لغة من لغتيه، حتى لغته «الأم». إلى درجة أن باحث أمريكي حاول إثبات أن ثنائي اللغة ببساطة أقل ذكاء من أحادي اللغة. في الحقيقة، هو قام بتقييم قدرات الأطفال المهاجرين الذين وصلوا حديثًا إلى الولايات المتحدة وقام «بقياس» مهاراتهم في الإنجليزية حصرًا، اللغة التي كان الأطفال للتو اكتشفوها.
منذ ذلك الحين، دافع كثير من الأشخاص عن الثنائية اللغوية. في الواقع ظهرت الثنائية اللغوية كما لو أنها حل لمشكلة اندثار اللغات. نعرف حقيقةً بأن 90% من اللغات حاليًا مهددة بالاندثار، ومن بينها 50% قبل نهاية القرن الواحد والعشرون. ونتيجة كهذه تنطوي على إفقار غير مسبوق في تاريخ البشرية. فتأسيس ثنائية لغوية في الأراضي التي يوجد بها لغات مهددة تعد طريقة للحفاظ على تراث لغوي مهدد والذي يعد جزء لا يتجزأ من التراث الثقافي للبشرية.
إلا أن الثنائية اللغوية في الأقليات اللغوية تعد في العموم جزء في اندثار لغة الأقلية لصالح لغة الأغلبية.
تعم الثنائية اللغوية لدى الأقلية إذا ما كان أفرادها يعتقدون بأهمية أكبر وإثراء ثقافي أكثر في تعلم لغة الأكثرية. وهؤلاء الأخيرين يكونون على العكس أقل اهتماما بتعلم لغة الأقلية. استخدام لغة الأغلبية ينتشر إذن في الأقلية، والتي ينتهي بها المطاف بالتشبه بالأكثرية، لغة الأقلية تصبح بلا جدوى ومقتصرة على استخدامات محدودة أكثر فأكثر.

## مصطلحات متعلقة بالثنائية اللغوية
- الازدواجية اللغوية: الازدواجية اللغوية هي وصف لحالة حيث اللغتين حاضرتين على أرض ما ولكن تحظى بتقييم غير متساوٍ في أعين السكان وهما تستخدمان في سياقات مختلفة، واحدة في الغالب تكون متواجدة في سياق عائلي وحميمي بينما الأخرى تحظى بالغلبة في الاستخدامات الرسمية.
- الأحادية اللغوية : عدم التحدث إلا بلغة واحدة.
- الثلاثية اللغوية : التحدث بثلاث لغات.
- التعددية اللغوية: التحدث بعدة لغات.
- لغة الأقلية: اللغة التي قلما تستخدم في محيط الطفل، وأقل استخداما في البلاد، مثل: اللغة الألزاسية واللغة الكورسيكية واللغات الإقليمية الأخرى في فرنسا واللغة الفرنسية في كندا أو في وادي أوستا.
- اللغة المهددة: اللغة التي زوالها متوقع في غضون مدة قصيرة استنادًا على التراجع الملحوظ لعدد متحدثيها. اللغات الإقليمية الفرنسية حاليا مهددة بالاندثار.
- اللغة الأم: في المقام الأول، هي اللغة التي تتحدثها الأم، وعلى هذا فهي لغة المربي الأساسي للطفل. الآن هي اللغة التي يتحدثها الطفل أولا: لغته أو «لغاته» الأولى.

### مقالات ذات صلة
- فقدان اللغة
- الاستعمارية
- الازدواجية اللغوية
- الإمبريالية اللغوية
- اللغة الرسمية
- لغة تواصل مشترك
- لغة محلية
- قائمة المناطق متعددة اللغات رسميا
- أحادية اللغة
- التعددية اللغوية
- سياسة اللغة